# Bismarcksche Reichsverfassung

Schaubild für die Reichsverfassung vom 16. April 1871, mit Stellvertretungsgesetz (Staatssekretäre) von 1878

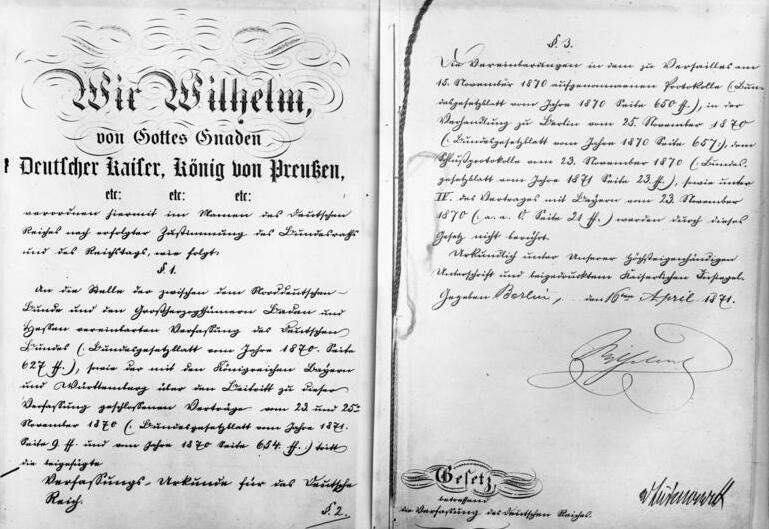
Die erste und letzte Seite der Verfassung vom 16. April 1871 mit der Unterschrift von Wilhelm I.

Als Bismarcksche Reichsverfassung (auch Bismarck-Verfassung) wird die Verfassung des Deutschen Kaiserreichs vom 16. April 1871 bezeichnet. Sie war die revidierte Fassung der Verfassung des Deutschen Bundes vom 1. Januar 1871 und ging aus der 1867 ausgearbeiteten Norddeutschen Bundesverfassung hervor. Der amtliche Titel lautete nun Verfassung des Deutschen Reichs (RV 1871); sie galt fast fünfzig Jahre lang ohne wesentliche Änderungen.
Formell war das Reich ein Fürstenbund, weshalb der Bundesrat, die Vertretung der Gliedstaaten, sein höchstes Staatsorgan darstellte. Tatsächlich lagen die wesentlichen Machtbefugnisse beim Präsidium des Bundes, das der König von Preußen unter dem Titel ‚Deutscher Kaiser‘ innehatte. Der Kaiser setzte den Reichskanzler ein, der den Vorsitz im Bundesrat führte, seine Geschäfte leitete und einziger verantwortlicher Reichsminister war. Der Verfassungshistoriker Ernst Rudolf Huber bezeichnet die Beschreibung des Reichs als Fürstenbund dagegen als „Legende“: Die Verfassungswirklichkeit sei vielmehr „nationalunitarisch“ gewesen, was an der Stellung des Kaisers, des Reichstags und der Reichsgewalt zu erkennen sei. Der Kanzler wurde zu einer maßgeblichen Instanz des politischen Systems sowohl hinter den Kulissen als auch in der öffentlichen Wahrnehmung. Reichsgesetze brauchten die Zustimmung zweier Organe, nämlich des Bundesrats und zusätzlich des Reichstags. Der Reichstag wurde alle drei und ab 1885 alle fünf Jahre gewählt, nach allgemeinem Wahlrecht für Männer.
Am 14. August 1919 wurde die Bismarcksche Reichsverfassung durch Artikel 178 der Weimarer Verfassung aufgehoben.

## Zustandekommen

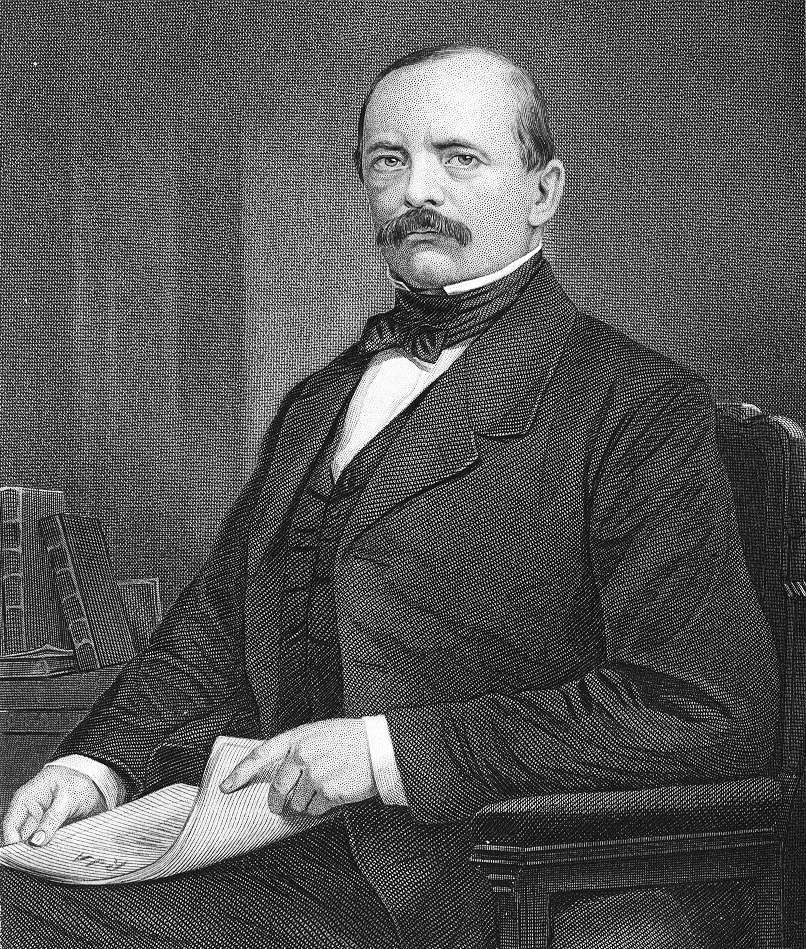
Otto von Bismarck (1873), unter dessen Ministerpräsidentschaft 1866/1867 der Entwurf für die Verfassung des Norddeutschen Bundes ausgearbeitet wurde.

Die Bismarcksche Reichsverfassung ist aus der Norddeutschen Bundesverfassung (NBV) von 1867 hervorgegangen, als 1870 die süddeutschen Staaten sich mit dem Norddeutschen Bund vereinigten. Am 15. November 1870 unterzeichneten der Norddeutsche Bund, Baden und Hessen einen Vertrag über die Gründung des Deutschen Bundes und die Feststellung der Bundesverfassung. Am 23. November trat Bayern dem Deutschen Bund bei. Am 25. November erklärte Württemberg seinen Beitritt. Am 8. Dezember 1870 ratifizierte der Norddeutsche Reichstag die vier Verträge. Die Landtage von Baden, Hessen und Württemberg ratifizierten die Verträge noch im Dezember 1870; der Landtag von Bayern ratifizierte am 21. Januar 1871 den Beitrittsvertrag. Am 10. Dezember 1870 nahm der Reichstag auch den Vorschlag des Bundesrates an, dass der Deutsche Bund den Namen Deutsches Reich und die Präsidialmacht den Kaisertitel erhalten sollte. All diese Veränderungen sind in einem Text zusammengefasst, der am 31. Dezember 1870 im Bundesgesetzblatt veröffentlicht wurde. Dieser Text sprach noch von der Verfassung des Deutschen Bundes, der den Namen „Deutsches Reich“ trage. Bereits (aufgrund des Vertrages mit Bayern rückwirkend) zum 1. Januar 1871 trat dieses Reichsverfassungswerk in Kraft, das aus mehreren Einzelstücken bestand.
Auf Grundlage dieser Verfassung wurde am 3. März 1871 ein neuer Reichstag durch das Volk gewählt, der am 14. April einem revidierten Verfassungstext zustimmte. Das Gesetz, betreffend die Verfassung des Deutschen Reiches vom 16. April 1871 fasste alle Gründungs- und Beitrittsverträge zusammen und ersetzte die Bezeichnung „Bund“ durch „Reich“; zur Betonung des Föderalismus blieb es bei der Bezeichnung „Bundesrat“. Der redigierte Verfassungstext trat am 4. Mai 1871 in Kraft.
Die Bezeichnung der RV 1871 als Bismarcksche Reichsverfassung ist gerechtfertigt. Die verschiedenen Vorentwürfe der norddeutschen Bundesverfassung von Maximilian Duncker, Robert Hepke, Karl Friedrich von Savigny und Lothar Bucher wurden von Bismarck in Auftrag gegeben und jeweils nachbearbeitet.

## Gliederung und Aufbau der Verfassung
Das Deutsche Reich war ein Bundesstaat im Sinne eines föderativen Gesamtstaates; die Gliedstaaten hießen ebenfalls Bundesstaaten. Es war eine halbparlamentarische Monarchie mit starker, konservativer preußischer Vorherrschaft. Der Monarch war nicht nur Staatsoberhaupt; er hatte auch viele Regierungskompetenzen, und das Staatsvolk war durch den Reichstag an der Gesetzgebung beteiligt. Der Vorspruch zur Verfassung erweckte mit Absicht den irreführenden Eindruck, dass der Bund nur als Vertrag zwischen den Bundesfürsten, mithin als Staatenbund vereinbart worden sei und nicht auf der verfassungsgebenden Gewalt der Gliedstaaten beruhte.
Die Verfassung gliederte sich in vierzehn Abschnitte. Der erste Abschnitt beschreibt die Zusammensetzung des Bundesgebietes. Der stärkste Gliedstaat war Preußen mit etwa zwei Drittel der Gesamtbevölkerung. Die Abschnitte 2–5 und 14 befassen sich mit staatlichen Zuständigkeiten und Organen; die Abschnitte 6–13 mit Gesetzgebung und Verwaltung in besonderen Sachgebieten, z. B. Eisenbahnwesen oder Reichskriegswesen. In Abschnitt 2, Reichsgesetzgebung, wird die Zuständigkeit von Reich und Gliedstaaten abgegrenzt und gleichzeitig zwischen Gesetzgebung und Reichsaufsicht durch den Kaiser unterschieden. Neben dem Staatsorganisationsrecht wird auch das Verhältnis zwischen Staatsbürger und Staat geregelt. So wurde den Gliedstaaten auferlegt, Angehörigen anderer Gliedstaaten das Zuzugsrecht und dieselben Bürgerrechte wie den eigenen Bürgern zu gewähren.
Einen Grundrechtskatalog gab es nicht in der Reichsverfassung, sondern nur in den Verfassungen der Gliedstaaten. Nicht im Verfassungstext erwähnt, sondern als selbstverständlich vorausgesetzt wird, dass die Verwaltungshoheit bei den Gliedstaaten liegt und nicht beim Reich. Bei Gründung des Deutschen Bundes 1870 waren die Behörden und Verwaltungsvorschriften in den einzelnen Gliedstaaten schon vorhanden. Dagegen ist im Grundgesetz der Bundesrepublik Deutschland die Verwaltungshoheit der Länder ausdrücklich vorgesehen. Abschnitt 3 regelt die Mitwirkungsrechte der Gliedstaaten bei Angelegenheiten des Reichs durch den Bundesrat. Abschnitt 4 regelt die Rechte von Kaiser und Reichskanzler.

## Verfassungsrecht außerhalb der Verfassungsurkunde
Die Verfassung vom 16. April 1871 war auf verschlungenem Wege zustande gekommen. Außerdem regelten Reichstag und Bundesrat einige Gegenstände, die zum materiellen Verfassungsrecht gehörten, durch Gesetze statt durch Verfassungsänderungen. Der Staatsrechtler Ernst Rudolf Huber zählt dazu auf:
- Die Regelungen zu Elsass-Lothringen und den Kolonien;
- den Artikel 80 der Verfassung vom 1. Januar 1871 sowie den Artikel III § 8 des Vertrags mit Bayern und den Artikel 2 Nr. 6 des Vertrags mit Württemberg (diese Artikel bestimmten, dass konkrete norddeutsche Bundesgesetze auch für Süddeutschland galten und damit Reichsgesetze wurden);
- die Schlussprotokolle zu den Novemberverträgen für sogenannte Reservatrechte süddeutscher Staaten sowie Regelungen zum Reichskriegswesen für Bayern und Württemberg.

Huber kritisiert diese „Zersplitterung“, weil sie dem Einheitsbewusstsein der Nation und dem Ansehen der Verfassungsurkunde abträglich sei. Ausdrücklich erwähnt er die Integration von Elsass-Lothringen, dessen staatsrechtliche Stellung nur durch einfache Gesetze geregelt wurde.

## Zuständigkeiten des Reiches

### Gesetzgebungszuständigkeiten des Reichs

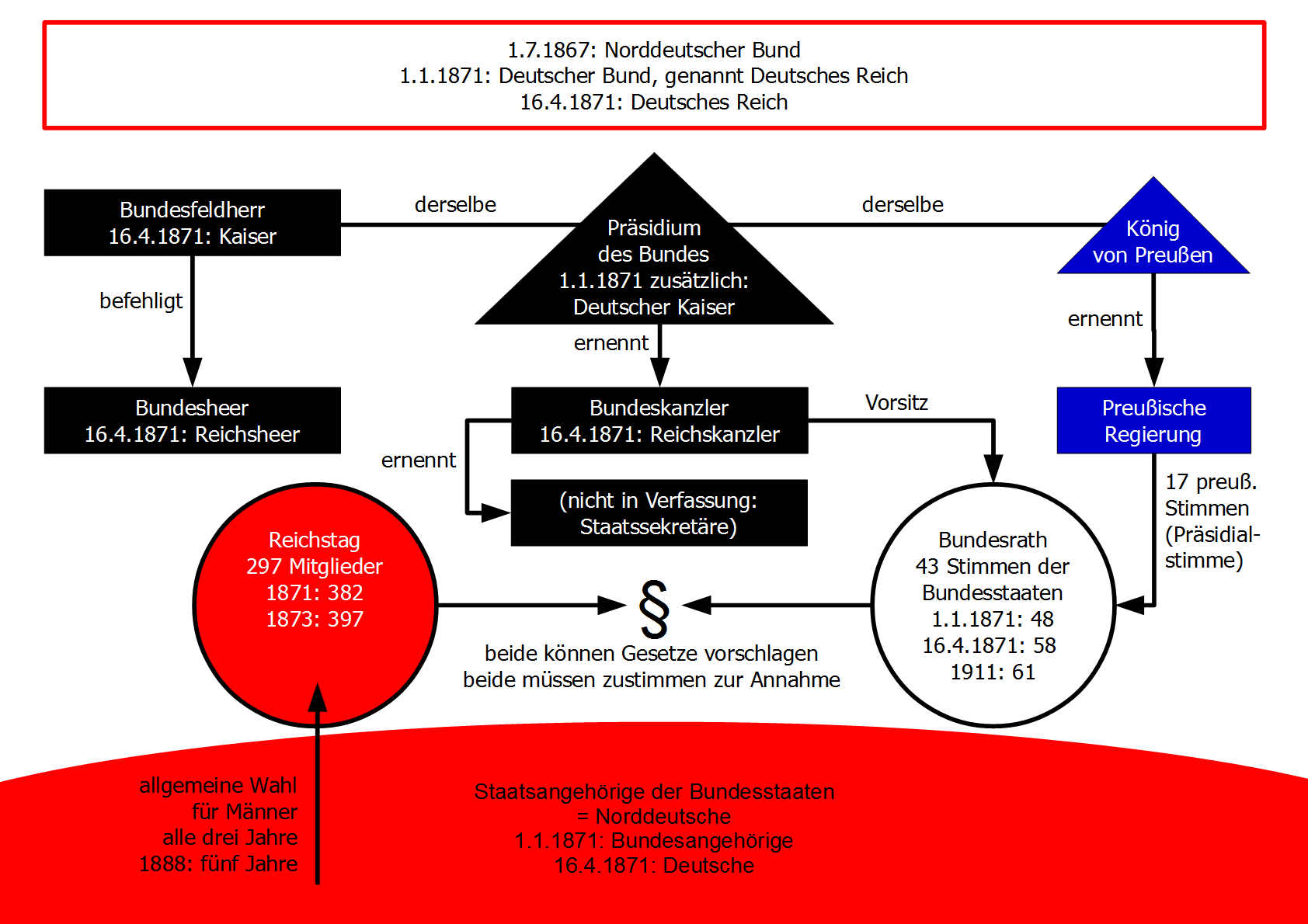
Die Struktur des Deutschen Reiches (vereinfachte Darstellung)

Detailliertere Darstellung des Verfahrens

Die Verfassung unterschied zwischen ausschließlicher und konkurrierender Gesetzgebung. Konkurrierende Gesetzgebung bedeutete, dass Reichsgesetze den Gesetzen der Gliedstaaten vorgingen, oder umgekehrt, dass Gesetze der Gliedstaaten dort wirksam waren, wo keine Reichsgesetze entgegenstanden. Ausschließliche Gesetzgebung bestand für Verfassungsänderungen, Reichshaushalt, Aufnahme von Darlehen und Übernahme von Bürgschaften, Friedenspräsenzstärke des Heeres, Militärausgaben, Zölle und Verbrauchsteuern sowie Notstandsgesetzgebung. In weiteren Bereichen hatte das Reich das Recht zur konkurrierenden Gesetzgebung, hauptsächlich für Materien zur Schaffung einheitlicher Lebens- und Wirtschaftsverhältnisse und zur Erleichterung von Handel und Verkehr im Bundesgebiet, insbesondere Freizügigkeit, Handelsgesetzgebung, Maß-, Münz- und Gewichtssystem und Eisenbahnwesen.
Das Reich konnte im Wege der Verfassungsänderung seine Gesetzgebungszuständigkeit erweitern. Dies war anfangs mit der Begründung bestritten, dass nur die vertragsschließenden Bundesfürsten über die Verringerung ihrer Zuständigkeiten verfügen konnten. Weil die Parlamente der einzelnen Bundesstaaten der Gründung zugestimmt haben, war diese Auffassung nicht haltbar. 1874 wurde die Verfassung erstmals geändert und dem Reich auch die Gesetzgebungszuständigkeit für das Recht der natürlichen und juristischen Personen, das Familienrecht, das Erbrecht und das Sachenrecht übertragen.

### Reichsaufsicht
Wo das Reich für die Gesetzgebung zuständig war, hatte es auch die Rechts- und Fachaufsicht. Die Rechts- und Fachaufsicht wurde von der Reichskanzlei und den späteren Reichsämtern ausgeübt. Bei Zöllen und Verbrauchssteuern wurden den Behörden der Gliedstaaten Reichsbeamte beigeordnet. Über die Feststellung von Mängeln entschied der Bundesrat durch Beschluss. Wenn die Bundesstaaten einer Beanstandung nicht nachkamen, konnte der Kaiser unter Gegenzeichnung des Reichskanzlers Zwangsmaßnahmen ergreifen.

### Verwaltung
Da die Verwaltungshoheit bei den Bundesstaaten blieb, konnten sie in vielen Fällen die Einrichtung ihrer Behörden, das Verwaltungsverfahren und die Verwaltungsvorschriften selbst bestimmen. Innenpolitisch bestand daher auf vielen Sachgebieten eine gemeinsame Zuständigkeit von Reich und Bundesstaaten. Dieses kooperative Modell wurde noch dadurch verstärkt, dass die Regierungen der Bundesstaaten über den Bundesrat auf die Reichsgesetzgebung maßgeblichen Einfluss ausübten und über den Bundesrat auch die Rechtsaufsicht des Reiches über den Vollzug von Reichsgesetzen durch die Bundesstaaten kontrollierten.
Einige Verwaltungszweige richtete das Reich auch ohne ausdrückliche Ermächtigung durch die Verfassung ein und schuf die dazugehörenden Verwaltungsvorschriften, z. B. für den diplomatischen Dienst und die Reichstagsverwaltung. Eine derartige Zuständigkeit kraft Sachzusammenhangs war anerkannt.
Eine gemischte, aber einheitlich eingerichtete Verwaltung bestand für das Post- und Telegraphenwesen. Die für den lokalen und technischen Bereich zuständigen Beamten blieben bei den einzelnen Betriebsstellen Beamte der Bundesstaaten. Nur die oberen Beamten und Aufsichtsbeamten waren Reichsbeamte. Bayern und Württemberg behielten ihre eigenen Post- und Telegraphenverwaltungen, waren aber der ausschließlichen Gesetzgebung des Reiches unterworfen. Die Eisenbahnverwaltungen blieben in den Händen der Bundesstaaten. Das Reich hatte jedoch gegenüber den Eisenbahnverwaltungen auf bestimmten Gebieten Weisungsbefugnisse, z. B. betreffend den baulichen Zustand oder die Materialbeschaffung. Insbesondere legte das Reich einen einheitlichen Eisenbahntarif fest. Die Regierungen der Bundesstaaten waren verpflichtet, die deutschen Eisenbahnen wie ein einheitliches Netz zu verwalten. Eine Sondervorschrift galt für die Eisenbahnen im Königreich Bayern. Hier waren die Rechte des Reiches auf den Erlass von einheitlichen Normen für die Konstruktion und Ausrüstung der für die Landesverteidigung wichtigen Eisenbahnen beschränkt.
Die Finanz- und Steuerverwaltung blieb in den Händen der Bundesstaaten. Wo das Reich von seiner Gesetzgebungszuständigkeit für das Zoll- und Steuerwesen Gebrauch gemacht hatte, konnte es durch Beschluss des Bundesrats Verwaltungsvorschriften und Bestimmungen über die Errichtung von Steuer- und Zollbehörden der Bundesstaaten erlassen. Das Stimmrecht des Präsidiums hatte bei der Beschlussfassung hierüber ein geringeres Gewicht. Das Reich konnte nach Anhörung des Bundesratsausschusses für Zoll- und Steuerwesen Reichsbeamte zur Aufsicht zu den Zoll- und Steuerbehörden und zu deren vorgesetzten Mittelbehörden entsenden.
Polizei und Polizeirecht blieben den Gliedstaaten erhalten. Lediglich auf dem Gebiet des Bahnpolizeirechts beschloss der Bundesrat 1871 das Bahnpolizeireglement des Norddeutschen Bundes für das gesamte Bundesgebiet als Allgemeine Verwaltungsvorschrift.

### Gerichtsbarkeit
Gerichtshoheit hatten die Bundesstaaten. Das Reich übte nur dort die Gerichtsbarkeit aus, wo die Verfassung sie dem Reich ausdrücklich zusprach. Das Reich übte die Strafgerichtsbarkeit bei Straftaten gegen die Existenz des Deutschen Reiches aus, wenn sie als Hoch- und Landesverratssachen zu qualifizieren waren. Zunächst war das Oberappellationsgericht der drei freien und Hansestädte mit Sitz in Lübeck dafür zuständig, ab 1879 das neu errichtete Reichsgericht in Leipzig. Die Reichsverfassung erlaubte die Neuordnung der gesamten Gerichtsbarkeit, was mit den Reichsjustizgesetzen von 1877, insbesondere dem Gerichtsverfassungsgesetz umfassend geschah. Instanzgerichte des Reiches gab es im Reichsland Elsaß-Lothringen, nämlich Kaiserliche Amts- und Landgerichte sowie das Kaiserliche Oberlandesgericht in Colmar. Streitigkeiten staatsrechtlicher Art zwischen Bundesstaaten wurden vom Bundesrat entschieden, der wie ein Staatsgerichtshof handeln konnte. Falls es in einem Bundesstaat keinen Staatsgerichtshof gab, war der Bundesrat für verfassungsrechtliche Streitigkeiten zuständig.

## Staatsorgane

### Bundesrat
Träger der Souveränität und höchstes Staatsorgan war der Bundesrat. Er bestand aus 58 Vertretern der 25 Bundesstaaten, die nicht notwendig Mitglieder der Regierung sein mussten. Vorsitzender des Bundesrats war der vom Kaiser ernannte Reichskanzler, der auch die laufenden Geschäfte führte und die Beschlussvorlagen erstellte. Der Bundesrat war kein Fürstenrat, sondern die Vertretung der Einzelstaaten, welche die Interessen der Bundesstaaten in die Ausübung der Hoheitsgewalt des Reichs einbringen konnte. Er war wie eine zweite Kammer an der Gesetzgebung beteiligt, an Regierungsaufgaben und an der Rechtsprechung.
Der Bundesrat wirkte an der Gesetzgebung gleichberechtigt mit dem Reichstag mit. Er hatte ein Gesetzesinitiativrecht, und jedes Gesetz brauchte die Zustimmung des Bundesrats; er hatte also ein echtes Vetorecht.
Der Bundesrat konnte die zur Ausführung von Reichsgesetzen erforderlichen allgemeinen Verwaltungsvorschriften erlassen und Organisationsentscheidungen über die Verwaltungsbehörden treffen. Im Rahmen der Reichsaufsicht über Materien einheitlicher Lebens- und Wirtschaftsverhältnisse im ganzen Reich konnte der Bundesrat Mängel in der Verwaltung der einzelnen Bundesstaaten feststellen. Darüber hinaus konnte der Bundesrat wie ein Staatsgerichtshof öffentlich rechtliche Streitigkeiten zwischen den Bundesstaaten entscheiden, ebenso Verfassungsstreitigkeiten in Bundesstaaten, die keinen eigenen Staatsgerichtshof hatten. Um seine umfangreichen Aufgaben erfüllen zu können, bildete der Bundesrat aus seinen Mitgliedern Ausschüsse, denen die notwendigen Beamten zur Verfügung gestellt werden mussten.

Die 25 Bundesstaaten des Deutschen Reichs

Die Verfassung schrieb folgende gewichtete Stimmverteilung im Bundesrat vor:
| Bundesstaat               | Stimmen im Bundesrat |
| ------------------------- | -------------------- |
| Preußen                   | 17 Stimmen           |
| Bayern                    | 6 Stimmen            |
| Sachsen                   | 4 Stimmen            |
| Württemberg               | 4 Stimmen            |
| Baden                     | 3 Stimmen            |
| Hessen                    | 3 Stimmen            |
| Mecklenburg-Schwerin      | 2 Stimmen            |
| Braunschweig              | 2 Stimmen            |
| Sachsen-Weimar            | 1 Stimme             |
| Mecklenburg-Strelitz      | 1 Stimme             |
| Oldenburg                 | 1 Stimme             |
| Sachsen-Meiningen         | 1 Stimme             |
| Sachsen-Altenburg         | 1 Stimme             |
| Sachsen-Coburg-Gotha      | 1 Stimme             |
| Anhalt                    | 1 Stimme             |
| Schwarzburg-Rudolstadt    | 1 Stimme             |
| Schwarzburg-Sondershausen | 1 Stimme             |
| Waldeck                   | 1 Stimme             |
| Reuß älterer Linie        | 1 Stimme             |
| Reuß jüngerer Linie       | 1 Stimme             |
| Schaumburg-Lippe          | 1 Stimme             |
| Lippe                     | 1 Stimme             |
| Lübeck                    | 1 Stimme             |
| Bremen                    | 1 Stimme             |
| Hamburg                   | 1 Stimme             |
| Gesamt                    | 58 Stimmen           |

Ein Bundesstaat, der seine Stimme abgeben wollte, musste wenigstens einen Bevollmächtigten bestellen. Er musste kein Regierungsmitglied sein. Jeder Bundesstaat durfte aber so viele Bevollmächtigte ernennen, wie er Stimmen hatte. Die Stimmen eines Gliedstaates konnten nur einheitlich abgegeben werden. Die Bevollmächtigten waren an Weisungen ihrer Bundesstaaten gebunden, anders als die Reichstagsabgeordneten, die an Aufträge und Instruktionen nicht gebunden waren.
Der Bundesrat entschied regelmäßig mit einfacher Mehrheit. Bei Stimmengleichheit gab die „Präsidialstimme“ (die Stimmen aus Preußen) den Ausschlag. Verfassungsänderungen konnten gegen den Willen Preußens nicht zustande kommen, denn zur Ablehnung einer Verfassungsänderung genügten 14 Gegenstimmen (Preußen hatte 17 Stimmen). Gesetzesvorlagen zum Militär- und Marinewesen, zum Zollwesen und zu Verbrauchsteuern sowie dazugehörige Verwaltungsvorschriften und Organisationsentscheidungen konnten mit der Präsidialstimme zur Ablehnung gebracht werden.
Im Jahre 1911 erhielt das Reichsland Elsaß-Lothringen drei Stimmen. Der kaiserliche Statthalter ernannte die Bundesratsbevollmächtigten und erteilte ihnen die Weisungen. Diese Stimmen wurden nicht zur Unterstützung der Stimmen Preußens mitgezählt. Bei Verfassungsänderungen wurden die Stimmen Elsass-Lothringens auf keiner Seite mitgezählt. Die preußischen Stimmen sollten nicht dadurch vermehrt werden, dass der König von Preußen als Deutscher Kaiser die Staatsgewalt in Elsass-Lothringen ausübte.

### Der Kaiser („Präsidium des Bundes“)
Die Verfassung betonte das monarchische Element. Der König von Preußen hatte das Präsidium des Bundes inne und führte gemäß Art. 11 den Namen „Deutscher Kaiser“. Zwischen beiden Ämtern bestand eine Real- und Personalunion. Am Ende des Ersten Weltkriegs gab es Pläne, beide Ämter zu trennen und zum Beispiel einen Reichsregenten einzusetzen. Dies wäre ohne Verfassungsänderung allerdings nicht möglich gewesen.
Der Kaiser konnte für seine Amtsführung nicht zur Verantwortung gezogen werden; seine Person war unverletzlich. Dieser in Art. 43 der Preußischen Verfassung von 1850 enthaltene Grundsatz galt für den Kaiser als ungeschriebener Grundsatz der Reichsverfassung fort. Die Reichsverfassung verpflichtete den Kaiser auch nicht auf ein eidliches Gelöbnis, nur in Übereinstimmung mit der Verfassung zu regieren, wie es in Art. 54 Abs. 2 der Preußischen Verfassung vorgesehen war. Allerdings leistete er auch ohne Verpflichtung ein Gelöbnis gegenüber dem Reichstag, die Reichsverfassung zu beachten und zu verteidigen.
Alle Regierungsakte des Kaisers mussten vom Reichskanzler gegengezeichnet werden, um Wirksamkeit zu erlangen. Mit der Gegenzeichnung übernahm der Reichskanzler die Verantwortung, in unklarer Formulierung auch gegenüber dem Reichstag. Bei Realakten, die sich nicht für eine Gegenzeichnung eigneten, wie Reden, Handschreiben und Äußerungen gegenüber der Presse, war vorher die Billigung des Reichskanzlers einzuholen. Die Gegenzeichnungspflicht galt aber nicht für Akte der militärischen Befehls- und Kommandogewalt.

#### Befugnisse des Kaisers als Staatsoberhaupt
Der Kaiser war Staatsoberhaupt des Deutschen Reiches und vertrat das Reich völkerrechtlich. Für das Reich schloss er völkerrechtliche Verträge, Bündnisverträge und Friedensverträge. Für Kriegserklärungen benötigte er die Zustimmung des Bundesrats. Völkerrechtliche Verträge, einseitige Erklärungen und Realakte bedurften zu ihrer Wirksamkeit der Gegenzeichnung des Reichskanzlers. Verträge, die sich auf Gegenstände der Reichsgesetzgebung oder der Reichsaufsicht bezogen, bedurften zu ihrer Wirksamkeit der Zustimmung des Bundesrats und der Genehmigung des Reichstags. Als höchster Repräsentant des Deutschen Reiches empfing und bevollmächtigte der Kaiser auch die Gesandten.

#### Befugnisse des Kaisers in der Gesetzgebung

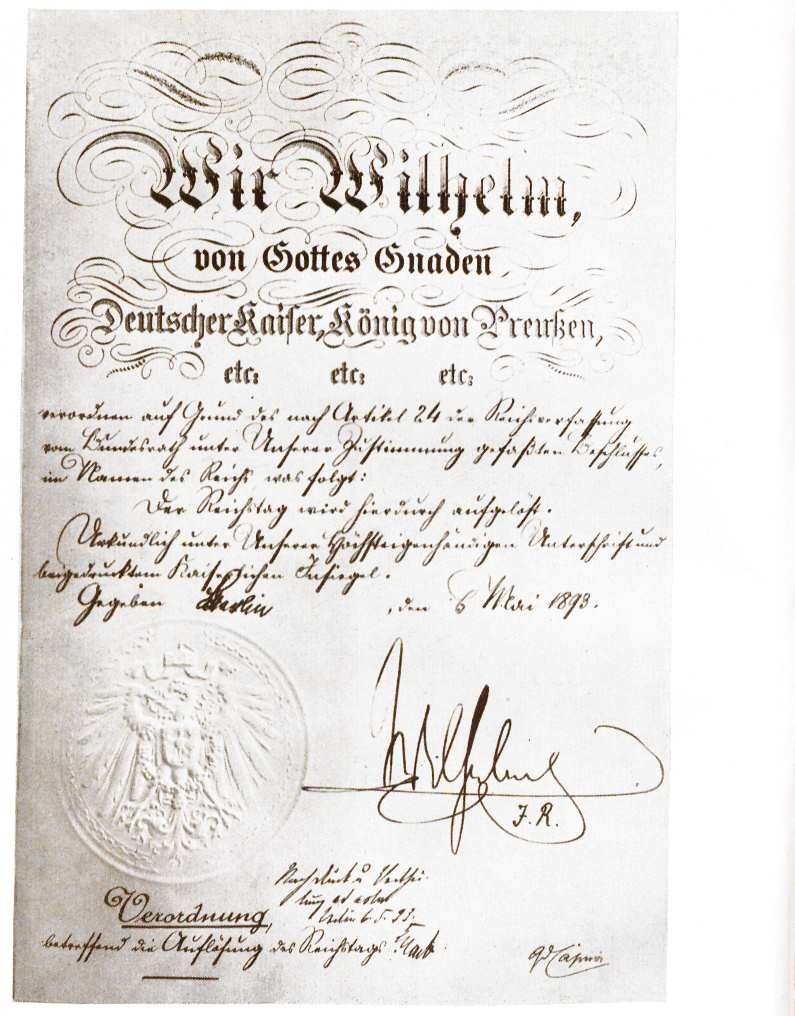
Reichstagsauflösung 1893

Der Kaiser war zuständig für die Ausfertigung und Verkündung der Reichsgesetze im Reichsgesetzblatt. Nur er konnte den Reichstag und den Bundesrat berufen, eröffnen, vertagen und schließen, ohne deren Zustimmung kein Reichsgesetz in Kraft treten konnte. Während einer Legislaturperiode konnte er den Reichstag nur auf Verlangen des Bundesrats auflösen.

#### Regierungsbefugnisse des Kaisers
Der Kaiser ernannte und entließ ohne Zustimmung von Bundesrat und Reichstag den Reichskanzler, der den Vorsitz im Bundesrat führte und die Regierungsgeschäfte leitete. Der Kaiser überwachte die Ausführung der Reichsgesetze; seine Beanstandungen beim Gesetzesvollzug wurden mit Gegenzeichnung des Reichskanzlers wirksam. Der Kaiser hatte nach Ermächtigung durch den Bundesrat das Recht, Gliedstaaten, die ihre verfassungsrechtlichen Pflichten nicht erfüllten, durch Zwangsmaßnahmen hierzu anzuhalten. Seine Anordnungen wurden mit der Gegenzeichnung des Reichskanzlers wirksam, welcher dadurch auch gegenüber dem Reichstag die Verantwortung übernahm. Dies galt auch für die unmittelbaren Verfügungen, zum Beispiel für außenpolitische Realakte. So wurde die Autorisierung eines Interviews in der englischen Zeitung Daily Telegraph vor Ausgang dem Reichskanzler Bernhard von Bülow vorgelegt, der sie an das Auswärtige Amt weiterleitete, das Änderungen an ihr vornahm. Der Kaiser ernannte auch die übrigen Reichsbeamten, stellte die Deutschen Konsuln an und beaufsichtigte das Konsulatswesen. Der Kaiser war auch oberster Leiter der Post- und Telegraphenverwaltung.

#### Militärische Befugnisse des Kaisers
Dem Kaiser stand in Krieg und Frieden die Befehls- und Kommandogewalt über das Reichsheer zu. Im Falle eines militärischen Angriffs auf das Reich konnte der Kaiser auch ohne Zustimmung des Bundesrates, aber mit Gegenzeichnung des Reichskanzlers einem Angreifer den Krieg erklären. Akte der Befehls- und Kommandogewalt des Kaisers waren ohne Gegenzeichnung des Reichskanzlers wirksam. Am 2. August 1914 bevollmächtigte der Kaiser den Chef des Generalstabes, Kommandobehörden des Feldheeres selbständig Befehle zu erteilen. Alle deutschen Truppen waren verpflichtet, den Befehlen des Kaisers unbedingte Folge zu leisten. Der Kaiser hat das Recht zur Inspektion der Truppen und zur Festlegung der Gliederung des Heeres. Nicht festlegen konnte er die Friedenspräsenzstärke des Heeres und die Höhe der Militärausgaben; dies fiel in die gemeinsame Kompetenz von Bundesrat und Reichstag. Dem Kaiser stand der Oberbefehl über die Kriegsmarine zu. Ihre Größe und den Geldaufwand dafür legten Bundesrat und Reichstag gemeinsam fest.

#### Notstandsbefugnisse des Kaisers
Wenn die öffentliche Sicherheit bedroht war, konnte der Kaiser im gesamten Bundesgebiet in Krieg und Frieden, zwar bei Gegenzeichnung des Reichskanzlers, aber ohne Zustimmung von Bundesrat und Reichstag zeitlich unbegrenzt den Belagerungszustand erklären. Die vollziehende Gewalt wurde dadurch auf die Militärbefehlshaber übertragen. Es galt stets das preußische Gesetz über den Belagerungszustand als in die Verfassung einbezogenes Reichsrecht, denn das vorgesehene Reichsgesetz über den Belagerungszustand kam nicht zustande. Im Frieden wurde das Gesetz nie angewendet, aber während des gesamten Ersten Weltkriegs war der Belagerungszustand erklärt. Aufgrund des Belagerungszustandes konnten die politischen Bürgerrechte wie Meinungsfreiheit und Versammlungsfreiheit beliebig eingeschränkt werden.

#### Befugnisse des Kaisers in Elsass und Lothringen
Die Staatsgewalt in Elsass und Lothringen übte der Kaiser aus. Anordnungen und Verfügungen des Kaisers bedurften aber zu ihrer Wirksamkeit der Gegenzeichnung des Reichskanzlers. Das Recht der Gesetzgebung stand Bundesrat und Reichstag auch für Elsass und Lothringen gemeinsam zu.

#### Politische Bedeutung der kaiserlichen Machtbefugnisse
Die kaiserlichen Machtbefugnisse gingen insgesamt weiter, als der Name Präsidium des Bundes vermuten ließ. Machtpolitisch äußerst wirksam war, dass der Kaiser den Reichskanzler und die Reichsbeamten ernennen und absetzen konnte, sowie dass dem Kaiser nicht nur im Kriegsfalle, sondern auch im Frieden die Befehls- und Kommandogewalt über Heer und Marine zustand. Er konnte stets die Zeichnung der Vorlagen des Reichskanzlers verweigern, so dass das angestrebte Regierungsgeschäft nicht zustande kam. Zwischen 1890 und 1908 übte Kaiser Wilhelm II. sein Amt als persönliches Regiment aus und bemühte sich trotz anhaltender Misserfolge in autokratischer Weise um Einfluss auf das politische Tagesgeschäft. Diese Möglichkeit war in der Verfassung angelegt: Das erforderliche Einvernehmen konnte auch dadurch hergestellt werden, dass der Kaiser Persönlichkeiten mit geringem politischem Gestaltungsbedürfnis zum Reichskanzler ernannte. Der Reichstag konnte den Reichskanzler weder wählen noch abwählen, so dass die Regierungsgewalt nicht auf Willensentschlüsse des Volkes zurückging, sondern auf den König von Preußen. Erst mit der Oktoberreform 1918 erhielt der Reichstag das Recht zur Abwahl des Reichskanzlers und die Zuständigkeit für Akte der kaiserlichen Befehls- und Kommandogewalt von politischer Bedeutung. Dadurch ging auch die Regierungsgewalt in die Souveränität des Volkes über.

### Reichsleitung

#### Reichskanzler
Der Reichskanzler war Vorsitzender des Bundesrats und als einziger verantwortlicher Minister des Reichs Leiter der gesamten zivilen Verwaltung. Aufgrund des Zusammentreffens beider Ämter war er Leiter der obersten Reichspolitik. Die Verfassung sah keinen Ministerrat als Kollegialorgan vor; die Staatssekretäre waren keine Minister, sondern Beamte, die Weisungen vom Kanzler erhielten. Bismarck befürchtete, eine Regierung sei eher als ein Einzelner der parlamentarischen Kontrolle und der Haushaltskompetenz des Reichstags unterworfen. Die Bezeichnung Reichsregierung wurde vermieden. Nach dem Sturz Bismarcks bürgerte sich die Bezeichnung Reichsleitung ein.

#### Reichsämter
In der Zeit des Norddeutschen Bundes hatte der Bundesstaat nur zwei obersten Behörden. Das Auswärtige Amt war das ehemalige preußische Außenministerium, das Anfang 1870 auf den Bund überging. Für alles Weitere gab es nur das Bundeskanzler-Amt, das von Staatssekretär Rudolph von Delbrück geleitet wurde und in Reichskanzleramt umbenannt wurde.
Wegen der Komplexität der Aufgaben lagerte Bismarck Zuständigkeiten des Reichskanzleramtes in ihm nachgeordnete Reichsämter aus, die als oberste Reichsbehörden von Staatssekretären geleitet wurden. 1873 entstand das Reichseisenbahnamt, 1876 das Amt des Generalpostmeisters, ab 1880 umbenannt in Reichspostamt, 1877 das Reichsjustizamt, 1879 das Reichsschatzamt und 1879 wurde das Reichskanzleramt in das Reichsamt des Innern umgewandelt. Die Aufgaben eines persönlichen Büros des Reichskanzlers wurden der neu geschaffenen Reichskanzlei übertragen. 1889 wurde das Reichsmarineamt gebildet und 1907 aus dem Auswärtigen Amt heraus das Reichskolonialamt.
Daneben sollte diese Auffächerung die Machtstellung Delbrücks einschränken. Das Stellvertretungsgesetz von 1878 machte die Stellvertretung des Reichskanzlers in einem bestimmten Ressort oder in all seinen Aufgabenbereichen möglich. Der Reichskanzler behielt sich vor, Vorgänge aus den Reichsämtern jederzeit an sich zu ziehen.
Neben diesen von Staatssekretären geleiteten Reichsämtern entstanden noch andere obere Reichsbehörden: 1871 der Rechnungshof, 1872 das Statistische Amt, 1874 die Reichsschuldenverwaltung, 1876 das Kaiserliche Gesundheitsamt und die Reichsbank, 1877 das Patent- und Markenamt, 1879 das Reichsgericht und 1884 das Reichsversicherungsamt.

#### Zivilkabinett, Militärkabinett, Marinekabinett
Der Kaiser ließ die Personalfragen der Reichsbeamten und Fragen der inneren Politik und Verwaltung des Reiches vom preußischen Zivilkabinett bearbeiten, das dadurch zum Organ des Reiches wurde. Im militärischen Bereich wurden Reichsaufgaben dem preußischen Militärkabinett übertragen. 1889 wurde das Marinekabinett gegründet, das bald über seine ursprüngliche Aufgabe, Offizierspersonalsachen der Marine, hinauswuchs und dadurch in Gegensatz zum Reichsmarineamt und zur Seekriegsleitung geriet. Das Kabinettssystem beeinträchtigte die Verantwortlichkeit des Reichskanzlers und verminderte seinen Einflussbereich.

#### Kronrat
Ein Kronrat war in der Reichsverfassung nicht vorgesehen. Gemeinsame Immediatvorträge der Obersten Heeresleitung und des Reichskanzlers während des Ersten Weltkriegs, die unter der Leitung des Kaisers stattfanden, wurden so genannt. Die Ergebnisse waren als kaiserliche Kommandoakte für den Reichskanzler bindend, auch hinsichtlich übergeordneter politischer Belange, die das Reich als Ganzes betrafen.

### Reichstag
Dem Reichstag stand ein Teil der klassischen Parlamentsrechte zu. Er verabschiedete im Einvernehmen mit dem Bundesrat die Reichsgesetze in den Angelegenheiten, für die das Reich zuständig war. Er hatte ein Gesetzesinitiativrecht. Von großer Wichtigkeit war, dass der Etat des Reiches durch ein Haushaltsgesetz bewilligt werden musste. Das galt auch für die kaiserliche Marine. Der Reichstag setzte auch einvernehmlich mit dem Bundesrat die Friedens-Präsenzstärke des Heeres fest, dessen Aufwand die Bundesstaaten nach der Kopfzahl ihrer Wohnbevölkerung zu tragen hatten. Der Reichstag konnte aber die Ausgaben für das Heer bewilligen, allerdings nicht jährlich, sondern für einen Zeitraum von sieben, ab 1881 von fünf Jahren. Einnahmen und Ausgaben des Reichs waren jährlich festzustellen.
Die Abgeordneten hatten ein freies Mandat und waren als Vertreter des gesamten Volkes anders als die Bundesratsbevollmächtigten an Weisungen nicht gebunden. Das Abgeordnetenmandat war ein Ehrenamt; die Zahlung von Besoldungen oder Entschädigungen war ausgeschlossen. Dieses Diätenverbot wurde 1906 nach mehreren Anläufen aufgehoben. Beamte, die in den Reichstag gewählt wurden, mussten ihr Amt aber nicht ruhen lassen. Die Abgeordneten genossen Immunität. Die Verhandlungen des Reichstags waren öffentlich.
Das allgemeine, gleiche, geheime und direkte Wahlrecht entsprach dem Wahlrecht der Frankfurter Nationalversammlung von 1849. Es wurde auch 1867 bei den Reichstagswahlen des Norddeutschen Bundes angewandt. Es galt jedoch nur für Männer ab 25 Jahren; das Frauenwahlrecht wurde in Deutschland 1918/19 eingeführt. Ferner gab es Einschränkungen für Männer, die von der öffentlichen Armenunterstützung lebten.
Gewählt wurde nach dem Mehrheitswahlrecht. Kam es im ersten Wahlgang zu keiner absoluten Mehrheit, fand eine Stichwahl zwischen den beiden stimmenstärksten Kandidaten statt. Die Wahlkreise von 1871 wurden bis zum Ersten Weltkrieg nicht neu eingeteilt, was dazu führte, dass die ländlichen Kreise mit ihren mehr konservativen Stimmen deutlich überrepräsentiert waren. So erhielt die SPD zum Beispiel in der Reichstagswahl 1898 bei 27,2 % Stimmenanteil 56 Mandate und die Zentrumspartei bei 18,8 % Stimmenanteil 102 Mandate. Die anzustrebende Zählwertgleichheit der Stimmen war nicht gegeben.
Die Bismarcksche Reichsverfassung machte keine Aussagen über das Wahlrecht in den Einzelstaaten. Dort gab es meist kein allgemeines und gleiches, sondern ein Klassenwahlrecht oder ein Pluralwahlrecht. Sozialdemokraten und Linksliberale beriefen sich auf das Vorbild des Reichstagswahlrechtes, wenn sie sich für eine allgemeine und gleiche Wahl auf Ebene der Einzelstaaten einsetzten.
Der Reichstag konnte den Reichskanzler weder wählen, noch abwählen, noch vor einem Verfassungsgericht anklagen. Erst seit den Oktoberreformen von 1918 bedurfte ein Reichskanzler des Vertrauens des Reichstags. Dies war auch in anderen Ländern Europas so üblich. Wenn sich das parlamentarische Prinzip (die Ernennung des Regierungschefs nach Wunsch des Parlaments) in Deutschland nicht durchsetzte, so lag das daran, dass es keine tragfähige Mehrheit im Reichstag gab.
Der Reichstag war neben dem Kaiser das unitarische Element in der sonst stark föderativen Reichsverfassung. Der Reichstag wurde in allgemeiner Wahl auf drei Jahre, ab 1885 nach einer Verfassungsänderung auf fünf Jahre gewählt. Auch während einer Legislaturperiode konnte der Bundesrat mit Zustimmung von Kaiser und Reichskanzler den Reichstag auflösen.

## Grundrechte
In der Bismarckschen Reichsverfassung gab es keine ausdrückliche Auflistung von Grundrechten der Bürger, im Sinne eines Grundrechtskatalogs wie in der Frankfurter Reichsverfassung oder zahlreicher anderer Verfassungen. Der Unterschied zwischen 1848 und 1867 war derjenige, dass es 1849 noch darum ging, dass es überhaupt Grundrechte geben sollte. 1867 war die Entwicklung in den Einzelstaaten so weit, dass man auf Bundesebene nur noch darüber diskutieren musste, ob Grundrechte zusätzlich in die gemeinsame Bundesverfassung aufgenommen werden sollten. Die Mehrheit im Reichstag hielt dies nicht für nötig. Vielmehr befürchtete man, dass man (wie 1848/49) für eine Grundrechtsdebatte mehrere Monate brauchen würde. Stattdessen wollte der Reichstag rasch den Nationalstaat verwirklichen.
Dennoch gab es ein Minimum an Rechten in der gesamtstaatlichen Verfassung:
- Das gemeinsame Indigenat (Art. 3 Abs. 1 und 2 RV 1871) bestimmte, dass ein Bürger eines Einzelstaates sich auch in einem anderen niederlassen durfte und dort als Inländer zu behandeln war.
- Der Gesamtstaat hatte den Bürgern im Ausland diplomatischen Schutz zu geben (Art. 3 Abs. 6).
- Wenn ein Einzelstaat einem Bürger den Schutz der Justiz verweigerte, konnte eventuell der Bundesrat sich beschweren und eingreifen (Art. 77).

Davon abgesehen wurden in den kommenden Jahren Grundrechte über die einfache Reichsgesetzgebung verwirklicht. Ein wichtiges Beispiel ist die Reform des Vereinswesens durch Gesetz von 1908.
Im preußischen Rechtsdenken war auch durch Carl Gottlieb Svarez die Tradition angelegt, dass fortdauernde Grundsätze über Recht und Unrecht an die Stelle von einzelnen Grundrechten treten und diese ersetzen könnten. Zu diesen fortdauernden Grundsätzen gehören das Rückwirkungsverbot oder das Gebot, Gesetze ohne Rücksicht auf Stand, Rang und Geschlecht anzuwenden.

## Verfassungspraxis

### Außenpolitik
Während die Zuständigkeiten des Reichs in der Innenpolitik klar beschrieben und begrenzt waren, hatte das Reich eine weit gefasste Zuständigkeit in der Außenpolitik. Die Außenpolitik stand grundsätzlich dem Kaiser zu, der einvernehmlich mit dem Reichskanzler handeln konnte. Kriegserklärungen benötigten die Zustimmung des Bundesrats. Eine Grundregel, wonach bei Verträgen und Erklärungen über auswärtige Angelegenheiten, Verteidigung und Schutz der Zivilbevölkerung die Zustimmung von Bundesrat und Reichstag eingeholt werden musste, gab es nicht. Lediglich völkerrechtliche Verträge und Erklärungen über einzeln bezeichnete Gegenstände der Reichsgesetzgebung waren zustimmungspflichtig. Auf dem Gebiet der Bündnispolitik und allgemeinen Außenpolitik hatten Kaiser und Reichskanzler große Gestaltungsmöglichkeiten. Der Reichstag hatte aber die Möglichkeit, die notwendigen Haushaltsmittel zu begrenzen oder zu verweigern.
Die Bundesstaaten konnten mit auswärtigen Staaten auf Gebieten in Beziehung treten, in denen sie eigene Zuständigkeiten hatten.

### Verhältnis zwischen Preußen und dem Reich
Die verfassungsrechtliche Stellung Preußens im Deutschen Reich war sehr dominierend:
- Der König von Preußen war Deutscher Kaiser.
- Der Reichskanzler wurde fast durchgehend auch zum preußischen Ministerpräsidenten ernannt. Damit wurde er auch Vorsitzender des Bundesrates.
- Wenngleich Preußen deutlich weniger Bundesratsstimmen hatte, als es seiner Einwohnerzahl entsprach, so reichten die Stimmen, um jede Verfassungsänderung zu verhindern.
- Das preußische Kriegsministerium nahm die Aufgaben eines Reichskriegsamtes wahr.

Dennoch ging nicht das Reich in Preußen auf, sondern Preußen im Reich. So verweigerte sich Preußen 1909 gleich wie die anderen Bundesstaaten einer Steuerreform zur Finanzierung des Flottenbaus für die Reichsmarine. Nicht ein neuer Ministerpräsident wurde zum Reichskanzler ernannt, sondern umgekehrt ein neuer Reichskanzler zum Ministerpräsidenten. Ähnlich war es bei vielen übrigen Regierungsmitgliedern, die oft genug nicht aus Preußen stammten. Das Reich war damit aus preußischer Sicht kein Werkzeug zur Ausdehnung seiner Macht auf das ganze Bundesgebiet.
Das Zusammenspiel von Königreich Preußen und Reich war dadurch gestört, dass es in Reichstag und preußischem Landtag unterschiedliche Mehrheiten gab, teils wegen der verschiedenen Bevölkerungen, teils aufgrund des preußischen Dreiklassenwahlrechts. 1917 vertrat der preußische Landtag Positionen zum U-Boot-Krieg und zu sehr weitreichenden Kriegszielen, die vom Reichstag abgelehnt wurden. Das Problem der Übergröße Preußens wurde auch in der Weimarer Republik nicht gelöst.

### Militärwesen
Die Organisation des Landheeres war schon vor 1871 innerhalb des Norddeutschen Bundes und aufgrund von Bündnisverträgen mit den süddeutschen Staaten nach preußischem Muster vereinheitlicht. Der Übergangsprozess vom Norddeutschen Bund zum Deutschen Reich wurde auch mit völkerrechtlichen Militärkonventionen gestaltet. Ziel der Verfassung war ein einheitliches Heer unter dem Befehl des Kaisers. Dazu war im gesamten Deutschen Reich die gesamte preußische Militärgesetzgebung kurzfristig einzuführen. Ansonsten hatte das Reich im Militärwesen das Recht zur konkurrierenden Gesetzgebung. 1874 wurde das umfassende Reichs-Militärgesetz vom 2. Mai 1874 geschaffen, welches Organisationsvorschriften, Statusvorschriften für Soldaten, Wehrersatzwesen und Heeresreserve enthielt.
Für eine förmliche Kriegserklärung benötigte der Kaiser nur die Zustimmung des Bundesrats, dessen Vorsitzender der Reichskanzler war, aber nicht des Reichstags. Danach stand ihm die Befehls- und Kommandogewalt alleine zu, auch ohne Einverständnis des Reichskanzlers. Der Einsatz von Heer und Marine außerhalb des Bundesgebiets bedurfte nicht der Zustimmung des Reichstags. Auf ein Reichskriegsamt als oberste Reichsbehörde mit einem Staatssekretär an der Spitze, für das der Reichskanzler verantwortlich gewesen wäre, wurde verzichtet. Stattdessen wurden die Verwaltungsaufgaben vom preußischen Kriegsministerium übernommen. Damit das Ministerium gegenüber Bundesrat und Reichstag auftreten konnte, wurde der Kriegsminister zum preußischen Bundesratsbevollmächtigten bestellt, womit er jederzeit vom Reichstag gehört werden musste.
In der Verfassung nicht erwähnt war der Große Generalstab, eine Abteilung des preußischen Kriegsministeriums. 1883 erhielt dessen Chef, Helmuth von Moltke das Recht zum unmittelbaren Vortrag beim Kaiser, das vom preußischen Ministerpräsidenten nicht eingeschränkt werden konnte.
Die Bundesstaaten behielten ihre Truppen und einen Teil ihrer bisherigen Pflichten und Rechte. Die Truppen waren dem Kaiser lediglich unterstellt und seiner Aufsicht unterworfen. Die Bundesstaaten waren als Chefs der Verwaltung für die Vollzähligkeit und Kriegstüchtigkeit ihrer Truppen verantwortlich. Sie konnten auch die Offiziere ihres Kontingents ernennen, mit Ausnahme der Höchstkommandierenden. Generale konnten sie nur mit Zustimmung des Kaisers ernennen. In besonderen Militärkonventionen gelang es einzelnen Bundesstaaten, sich weitergehende Rechte vorzubehalten. So behielt Württemberg die selbständige Verwaltung seiner Truppen und behielt die bisherige Organisation und Zusammensetzung bei. Württemberg ernannte den Höchstkommandierenden des Armeekorps selbst mit Zustimmung des Kaisers. Das württembergische und das preußische Kriegsministerium korrespondierten direkt, was das württembergische Kriegsministerium zur Mittelbehörde des preußischen Kriegsministeriums machte, das auch die Aufgaben einer obersten Reichsbehörde wahrnahm. Die Bayerische Armee wurde sogar erst im Kriegsfall auf den Kaiser als Bundesfeldherrn vereidigt und hatte ebenfalls ein eigenes Kriegsministerium und eine eigene Militärjustiz.
Die Kriegsmarine bestand nicht aus Kontingenten der Bundesstaaten, sondern war ein Organ des Reiches. Sie stand unter dem Oberbefehl des Kaisers. Das Reich hatte das Recht zur konkurrierenden Gesetzgebung im Marinewesen. 1889 wurden das Oberkommando der Marine und das Reichsmarineamt als oberste Reichsbehörde gebildet. Im Reichsmarineamt wurden die Verwaltungs- und Beschaffungsangelegenheiten bearbeitet, die zum Geschäftskreis des Reichskanzlers gehörten. Ebenfalls 1889 wurde das Marinekabinett gegründet. Es war die Büroorganisation für die Befehle des Kaisers in der Kommandoführung der Marine. Außerdem wurden Personalangelegenheiten bearbeitet und Angelegenheiten außerhalb des Geschäftskreises von Reichskanzler und Marineamt.

### Finanzverfassung des Reichs
Die Gliedstaaten hatten die größten Verwaltungen und Einrichtungen wie Polizei, Straßenbau, Universitäten vorzuhalten und zu finanzieren.
Das Reich hatte zunächst das Heer zu unterhalten. Das Heer war einheitlich und stand unter dem Befehl des Kaisers. Es bestand aber weiterhin aus den bei Reichsgründung schon vorhandenen Kontingenten der einzelnen Bundesstaaten. Finanziert wurde das Heer zunächst durch das Reich; diese Ausgaben hatten aber die Bundesstaaten dem Reich zu ersetzen. Bemessungsgrundlage war die Friedensstärke des Heeres mit 1 % der Bevölkerung. Pro Kopf der Friedensstärke waren 225 Taler oder später 675 Mark an das Reich zu entrichten. Der sich hieraus ergebende Gesamtbetrag wurde auf die einzelnen Bundesglieder nach Einwohnerzahl umgelegt.
Die Ausgaben für die zivile Verwaltung sollten durch die Reinerträge der Zölle und Verbrauchsteuern, die der Reichskasse zustanden, und die Einnahmen aus dem Post- und Telegraphenwesen gedeckt werden. Wenn diese Einnahmen nicht ausreichten, sollten neue Reichssteuern eingeführt werden, oder die Ausgaben durch Umlagen auf die einzelnen Bundesstaaten gedeckt werden. Diese Form der Umlagefinanzierung wurde mit dem Schlagwort umschrieben, dass das Reich der Kostgänger der Bundesstaaten sei.
Die Kosten der Kriegsmarine waren zunächst aus der Reichskasse zu bestreiten. Diese Kosten konnten aber wieder auf die Bundesstaaten umgelegt werden, wenn die eigenen Einnahmen des Reichs nicht ausreichten. Diese Matrikularbeiträge waren aber so erheblich, dass sie für die Bundesstaaten spürbar gewesen wären. Deshalb wurden die Kosten für den Aufbau der Kriegsmarine über Darlehen finanziert. Die Reichsschuld betrug 1890 1,1 Mrd. Mark, 1895 2,1 Mrd. Mark und stieg bis 1912 auf 4,8 Mrd. Mark. 1908 wurde versucht, die Kreditaufnahme überflüssig zu machen und Steuern zu erhöhen. Im Reichstag fand sich für diese Finanzreform keine Mehrheit.
Die Kriegsfinanzierung ab 1914 blieb auf der Umlagestruktur stehen und erfolgte in erster Linie durch Kreditaufnahmen des Reiches, statt auf verstärkter Besteuerung. Damit wurde die Grundlage für die Inflation ab 1918 gelegt.

### Gründe für das Scheitern von Reich und Verfassung
Die Kommandogewalt des Kaisers war zu weit gefasst und zeitlich unbegrenzt. Bismarck selbst konnte sich als preußischer Ministerpräsident 1866 im Deutsch-Österreichischen Krieg gegenüber dem König von Preußen und den Militärs nur mit einer Rücktrittsdrohung durchsetzen. Dennoch nahm er keine Einschränkung an der ausufernden Kommandogewalt vor. Der Reichskanzler hatte einen zu kleinen Anteil an der Kriegsführung. Kaiser und Oberste Heeresleitung vernachlässigten außenpolitische und geopolitische Aspekte militärischen Handelns. Im Januar 1917 ordnete der Kaiser nach einer Anhörung der Obersten Heeresleitung, der drei kaiserlichen Kabinette und des Reichskanzlers den uneingeschränkten U-Boot-Krieg an. Diese Entscheidung führte im April 1917 zum Eintritt der Vereinigten Staaten in den Ersten Weltkrieg. Dass der Kaiser im August 1914 seine Befugnis zur Erteilung von Befehlen an die obersten Kommandobehörden des Feldheeres auf den Generalstab übertrug, führte zu einer zentralistischen Bürokratie zu Lasten der Reichsleitung und der Bundesstaaten, die einer Militärregierung gleichkam.
Der Reichstag konnte im Ersten Weltkrieg den Einsatz von Heer und Marine nicht von sich aus beenden, denn nur der Kaiser war Inhaber der Befehls- und Kommandogewalt. Die Verantwortlichkeit des Reichskanzlers gegenüber dem Reichstag war zu schwach ausgeprägt. Der Reichstag konnte seinen politischen Willen gegenüber Kaiser, Oberster Heeresleitung und Reichskanzler auch nicht indirekt durchsetzen. Aus dem Machtgleichgewicht zwischen Volksvertretung und Regierung war die Kontrolle der Regierung ausgenommen. Deswegen konnte sich ein Übergewicht von Kaiser und Oberster Heeresleitung entwickeln, dem der Reichskanzler Befugnisse des Reichstags nicht entgegensetzen konnte. Reichstagsabgeordnete konnten das Amt eines Staatssekretärs nicht bekleiden, so dass die Reichsleitung keine Persönlichkeiten mit im Reichstag erworbenem politischem Rückhalt und Sachwissen aufnehmen konnte. Es fehlte ihr deshalb an Mitgliedern mit geopolitischem Verständnis. Die benachteiligte Stellung von Elsass-Lothringen in der Verfassung wird heute nicht mehr als Anreiz zur Rückeroberung gesehen, denn die große Mehrheit von Elsässern und Lothringern strebte seit 1890 nicht mehr die Wiedervereinigung mit Frankreich an, sondern die vollständige Gleichberechtigung im Deutschen Reich.